# USS Princeton (CV-37)
USS Princeton (CV/CVA/CVS-37, LPH-5) là một trong số 24 tàu sân bay thuộc lớp Essex được chế tạo cho Hải quân Hoa Kỳ trong hoặc ngay sau Chiến tranh Thế giới thứ hai. Nó là chiếc tàu chiến thứ năm của Hải quân Mỹ mang cái tên này, vốn được đặt theo trận Princeton của cuộc Chiến tranh giành độc lập Hoa Kỳ. Princeton được đưa ra hoạt động vào tháng 11 năm 1945, quá trễ để có thể góp phần vào Thế Chiến II, nhưng nó đã được sử dụng rộng rãi trong Chiến tranh Triều Tiên nơi nó được tặng thưởng tám Ngôi sao Chiến trận do thành tích hoạt động, và sau đó trong cuộc Chiến tranh Việt Nam nơi nó được tặng thưởng thêm sáu Ngôi sao Chiến trận khác. Nó được xếp lại lớp vào đầu những năm 1950 như một tàu sân bay tấn công CVA, sau đó như một tàu sân bay chống tàu ngầm CVS, và cuối cùng là một tàu tấn công đổ bộ LPH, chở theo máy bay trực thăng và lực lượng thủy quân lục chiến. Một trong những nhiệm vụ cuối cùng của nó là hoạt động như tàu thu hồi chính cho chuyến bay vũ trụ Apollo 10.
Không giống như hầu hết các tàu chị em cùng lớp, Princeton không hề được hiện đại hóa một cách đáng kể, nên trong suốt quãng đời phục vụ nó giữ lại dáng vẻ cổ điển của một tàu sân bay lớp Essex thời Đệ Nhị thế chiến. Nó được cho ngừng hoạt động vào năm 1970, và bán để tháo dỡ vào năm 1971.

## Thiết kế và chế tạo
Princeton là một tàu sân bay dạng thân dài thuộc phân lớp Ticonderoga trong lớp Essex. Thoạt tiên nó được đặt lườn dưới tên gọi Valley Forge vào ngày 14 tháng 9 năm 1943 tại Xưởng hải quân Philadelphia, sau đó nó được đổi tên thành Princeton vào ngày 21 tháng 11 năm 1944 để tưởng niệm chiếc tàu sân bay hạng nhẹ Princeton (CVL-23) bị mất trong trận chiến vịnh Leyte vào ngày 20 tháng 10 năm 1944. Chiếc Princeton mới được hạ thủy vào ngày 8 tháng 7 năm 1945, được đỡ đầu bởi bà Harold Dodds, phu nhân Chủ tịch Đại học Princeton Harold W. Dodds, và được cho nhập biên chế vào ngày 18 tháng 11 năm 1945 dưới quyền chỉ huy của hạm trưởng, Đại tá Hải quân John M. Hoskins.

## Lịch sử hoạt động

### Tàu sân bay tấn công (1945-1954)

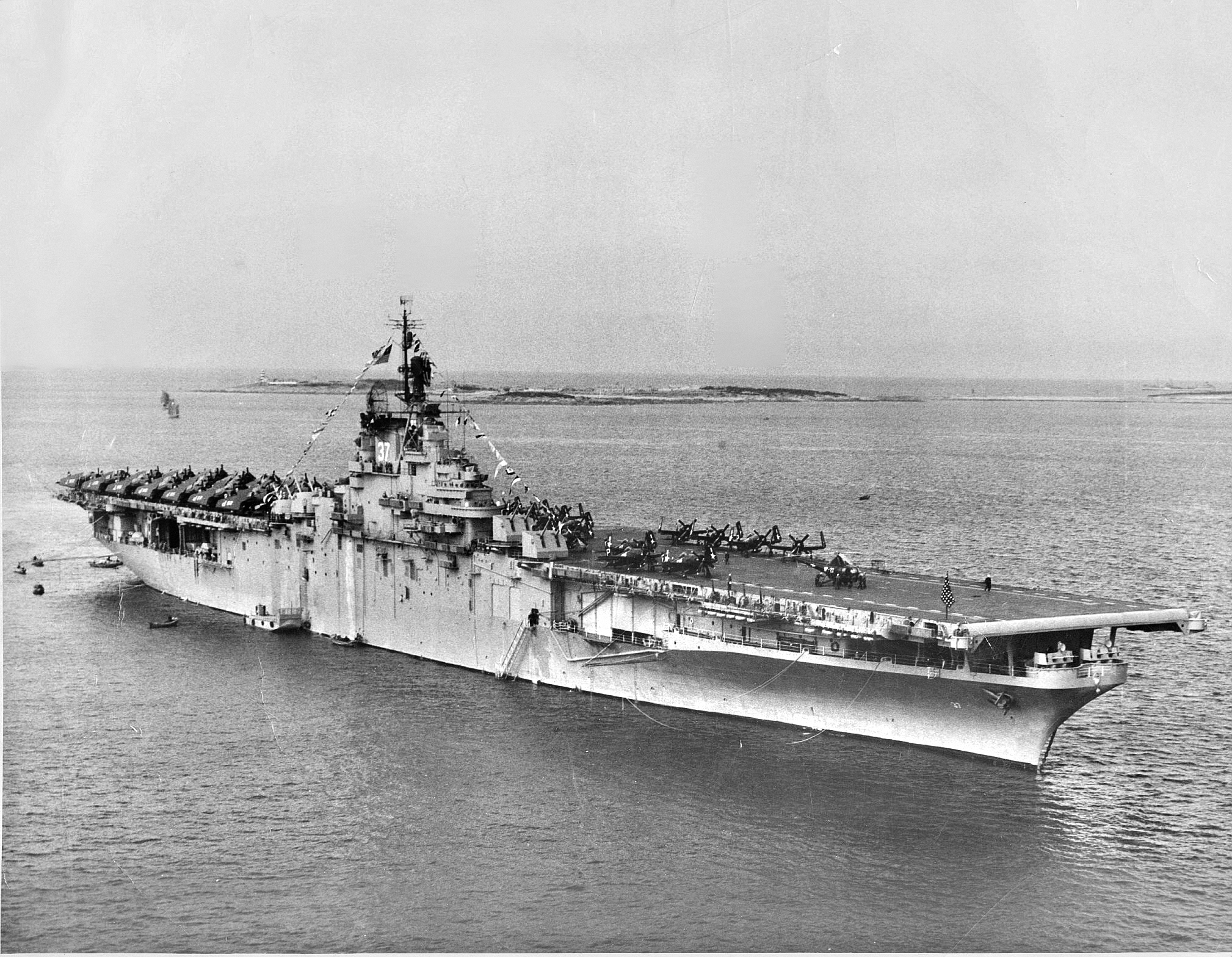
USS Princeton ngoài khơi Thanh Đảo, Trung Quốc vào năm 1948.

Sau khi chạy thử máy ngoài khơi Cuba, Princeton, cùng với Liên đội Không lực 81 trên tàu, hoạt động tại khu vực Đại Tây Dương trong thành phần của Hạm đội 8 cho đến tháng 6 năm 1946.
Được chuyển sang Hạm đội Thái Bình Dương, nó đi đến San Diego vào ngày 31 tháng 6 năm 1946, và lại lên đường vào ngày 3 tháng 7 đưa di hài của Tổng thống Philippines Manuel L. Quezon quay trở về Manila để an táng. Từ Manila, Princeton gia nhập Đệ Thất hạm đội tại quần đảo Mariana, trở thành soái hạm của Lực lượng Đặc nhiệm 77. Trong tháng 9 và tháng 10, nó hoạt động tại các vùng biển Nhật Bản và Trung Quốc, rồi quay trở về Mariana nơi nó ở lại cho đến tháng 2 năm 1947. Nó tham gia các cuộc cơ động ngoài khơi vùng biển Hawaii trước khi quay trở về San Diego vào ngày 15 tháng 3. Nó tham gia tuần tra tại Bờ Tây, Hawaii và Tây Thái Bình Dương từ ngày 1 tháng 10 đến ngày 23 tháng 12 năm 1948. Sau đó nó được cho chuẩn bị để xuất biên chế, và vào ngày 20 tháng 6 năm 1949 nó được đưa về thành phần dự bị thuộc thuộc Hạm đội Dự bị Thái Bình Dương.

#### Chiến tranh Triều Tiên
Cùng với việc chiến sự nổ ra tại Triều Tiên hơn một năm sau đó, Princeton được cho tái biên chế vào ngày 28 tháng 8 năm 1950. Nó tiến hành huấn luyện ôn tập khẩn trương cho thủy thủ đoàn dự bị vừa được tái ngũ, và vào ngày 5 tháng 12 nó gia nhập Lực lượng Đặc nhiệm 77 ngoài khơi bờ biển Triều Tiên, máy bay và phi công thuộc Liên đội Không lực 19 thực hiện những phi vụ tuần tra chiến đấu trên không bằng máy bay phản lực bên trên khu vực chiến sự. Nó đã tung ra 248 phi vụ nhắm vào những mục tiêu tại khu vực Hagaru, và trong sáu ngày tiếp theo đã duy trì cường độ hoạt động như vậy để hỗ trợ cho lực lượng Thủy quân Lục chiến hoạt động dọc theo con đường dài, giá lạnh từ hồ chứa nước Chosin đến Hungnam. Đến ngày 11 tháng 12, mọi đơn vị đều đã đến được khu vực tập trung cạnh bờ biển; và máy bay của Princeton cùng các phi đội của Hải quân, Thủy quân Lục chiến và Không quân sau đó đã hỗ trợ cho cuộc triệt thoái khỏi Hungnam cho đến khi hoàn tất vào ngày 24 tháng 12.

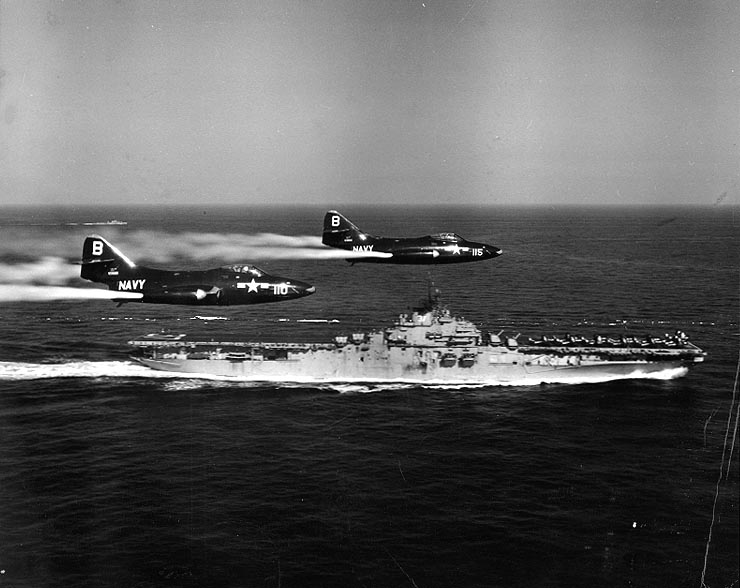
USS Princeton ngoài khơi Triều Tiên những năm 1950-1951.

Nó tiếp nối các hoạt động can thiệp, và cho đến ngày 4 tháng 4 năm 1951, máy bay của Princeton đã vô hiệu hóa 54 cầu đường sắt và 37 cầu xa lộ cùng làm hư hại 44 chiếc khác. Trong tháng 5, họ tấn công các cầu đường sắt nối Bình Nhưỡng với Sunchon, Sinanju, Kachon và con đường xuyên bán đảo. Sau đó họ phối hợp hỗ trợ gần mặt đất với không kích vào các nguồn năng lượng tại khu vực hồ chứa nước Hwachon, và sau khi mặt trận nơi đây đã ổn định, tiếp tục các hoạt động can thiệp. Trong hầu hết thời gian của mùa Hè, họ tấn công các tuyến đường tiếp liệu, và đến tháng 8 năm Princeton lên đường quay trở về Hoa Kỳ, về đến San Diego vào ngày 21 tháng 8.
Vào ngày 30 tháng 4 năm 1952, Princeton lại gia nhập Lực lượng Đặc nhiệm 77 tại khu vực chiến sự, và đã hoạt động liên tục trong vòng 138 ngày tiếp theo. Máy bay của nó đã đánh chìm các tàu nhỏ ngăn chặn việc tái chiếm các đảo ngoài khơi; tấn công các điểm tập trung tiếp liệu, cơ sở và thiết bị trong hậu tuyến đối phương, tham gia không kích các thành phố bờ biển, đánh phá phức hợp thủy điện tại Suiho của đối phương trên sông Yalu để cắt nguồn điện trên cả hai bờ của con sông, phá hủy các vị trí pháo binh và tiếp liệu tại Bình Nhưỡng, cùng các nhà máy chế biến khoáng sản và xưởng đạn dược tại Sindok, Musan, Aoji và Najin.
Được xếp lại lớp như một tàu sân bay tấn công với ký hiệu lườn CVA-37 vào ngày 1 tháng 10 năm 1952, Princeton quay về đến California vào ngày 3 tháng 11 để nghỉ ngơi trong hai tháng. Đến tháng 2 năm 1953, nó lại hiện diện ngoài khơi bờ biển Triều Tiên, và cho đến khi chiến tranh kết thúc, nó hoạt động hỗ trợ gần mặt đất, tấn công các mục tiêu tiếp liệu, pháo binh và điểm tập trung quân trong lãnh thổ của đối phương, cũng như các tuyến đường vận tải. Nó tiếp tục ở lại khu vực sau khi có thỏa thuận ngừng bắn vào ngày 27 tháng 7, và chỉ lên đường vào ngày 7 tháng 9 quay trở về San Diego.

### Tàu sân bay chống tàu ngầm (1954-1959)

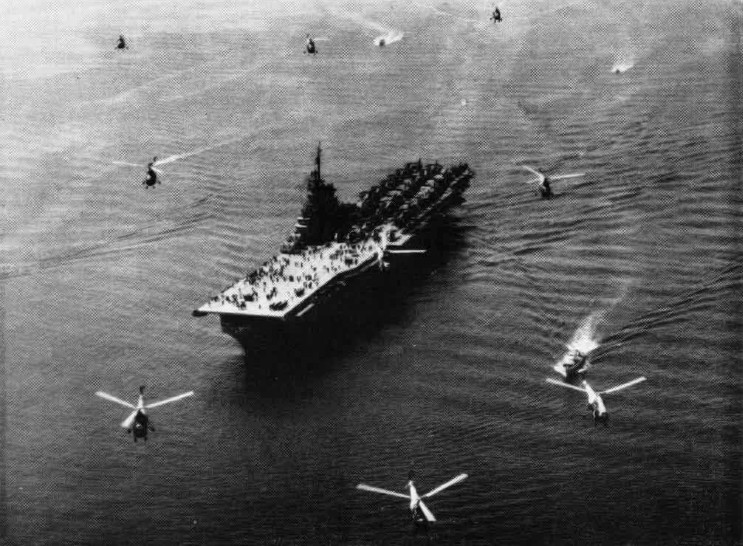
USS Princeton hoạt động như một tàu sân bay chống tàu ngầm, năm 1954.

Vào tháng 1 năm 1954, Princeton được xếp lại lớp thành một tàu sân bay chống tàu ngầm với ký hiệu lườn CVS-37, và sau khi được cải biến tại Bremerton, Washington, nó tiến hành các hoạt động huấn luyện tìm và diệt tàu ngầm tại khu vực Đông Thái Bình Dương. Trong 5 năm tiếp theo, nó xen kẻ các hoạt động chống tàu ngầm ngoài khơi Bờ Tây với những hoạt động tương tự tại khu vực Tây Thái Bình Dương, và vào cuối năm 1957 đến đầu năm 1958, tại khu vực Ấn Độ Dương-vịnh Ba Tư.

### Tàu sân bay tấn công đổ bộ (1959-1970)
Được tái xếp lớp một lần nữa vào ngày 2 tháng 3 năm 1959, Princeton được cải biến như một tàu sân bay tấn công đổ bộ với ký hiệu LPH-5. Với khả năng chuyên chở một tiểu đoàn lực lượng đổ bộ và thay thế máy bay cánh cố định bằng máy bay trực thăng, nhiệm vụ chính của Princeton là hỗ trợ cho hoạt động "bao vây thẳng đứng": đổ bộ Thủy quân Lục chiến phía sau tuyến phòng thủ dọc bờ biển đối phương, và hỗ trợ tiếp liệu và y tế cho lực lượng này khi họ tấn công chiếm lấy các cứ điểm quan trọng, cắt đường tiếp tế và phá hoại liên lạc trước khi nối liền với lực lượng đổ bộ chính dọc bờ biển. Nhân sự của Thủy quân Lục chiến chiếm một phần lớn trong quân số của con tàu, đảm nhiệm các vị trí của Không lực, Tác chiến và Tiếp liệu.
Từ tháng 5 năm 1959 đến tháng 1 năm 1960, Princeton tiến hành huấn luyện cùng với các đơn vị Thủy quân Lục chiến từ trại Pendleton, sau đó được bố trí đến Tây Thái Bình Dương để huấn luyện tại vùng biển Okinawa. Trong ba năm tiếp theo sau, nó tiếp nối các hoạt động tương tự, học hỏi kinh nghiệm trong vai trò chính mới mẻ này. Hoạt động thường lệ bị ngắt quãng vào tháng 10 năm 1961, khi nó tham gia cứu vớt 74 người sống sót từ hai chiếc tàu buôn Pioneer Muse và Sheik bị mắc cạn tại Kita Daito Shima; và vào tháng 4 năm 1962 khi nó giúp chuyển các cố vấn quân sự Mỹ và máy bay trực thăng của lực lượng Thủy quân Lục chiến đến Sóc Trăng tại khu vực đồng bằng sông Cửu Long của Nam Việt Nam. Từ tháng 9 đến tháng 11 năm 1962, Princeton phục vụ như là soái hạm của Lực lượng Đặc nhiệm Liên quân 8 trong chiến dịch Dominic, một loạt các cuộc thử nghiệm vũ khí hạt nhân.

### Chiến tranh Việt Nam
Vào tháng 10 năm 1964, Princeton quay trở lại Việt Nam tham gia lực lượng phản ứng nhanh của Hạm đội Thái Bình Dương trong các hoạt động chống lại lực lượng Việt Nam Dân chủ Cộng hòa và Mặt trận Dân tộc Giải phóng miền Nam Việt Nam. Các hoạt động tác chiến bị gián đoạn vào tháng 11 để dành cho các hoạt động cứu giúp lũ lụt, rồi được tiếp tục vào đầu năm 1965, lên đến cao điểm vào tháng 5 ngoài khơi Chu Lai khi nó hoạt động "bao vây thẳng đứng", vai trò chủ yếu của nó, lần đầu tiên trong chiến đấu.
Quay trở về cảng nhà Long Beach, California sau hoạt động trên, Princeton đưa Liên đội Máy bay Thủy quân Lục chiến 36 đến Việt Nam vào tháng 8, và sang tháng 2 năm 1966 lại lên đường cho một đợt hoạt động tại khu vực chiến sự. Thay phiên cho tàu tấn công đổ bộ Okinawa (LPH-3) trong vai trò soái hạm của Đội Đổ bộ Sẵn sàng, nó tham gia Chiến dịch Jackstay từ ngày 26 tháng 3 đến ngày 6 tháng 4 truy quét du kích Việt Cộng tại Đặc khu Rừng Sát, và Chiến dịch Osage, từ ngày 27 tháng 4 đến ngày 4 tháng 5 bảo vệ dân cư khu vực Phú Lộc, Thừa Thiên Huế khỏi sự quấy rối của đối phương.
Các chiến dịch tìm và diệt các đơn vị đối phương được tiếp nối khi Princeton cung ứng hoạt động hỗ trợ vận chuyển, tải thương, tiếp liệu và liên lạc cho chiến dịch đổ bộ "Deckhouse I" từ ngày 18 đến ngày 27 tháng 6 tại quận Sông Cầu và thung lũng Sông Cái, rồi hỗ trợ cho các đơn vị Sư đoàn 1 Không Kỵ và Sư đoàn 101 Nhảy dù tham gia chiến dịch "Nathan Hale" tại phía Nam khu vực "Deckhouse I"; rồi tiếp nối bởi "Deckhouse II" và hỗ trợ cho chiến dịch "Hastings" phối hợp các lực lượng Hải quân, Thủy quân Lục chiến và Lục quân, lần này là để ngăn chặn đối phương xâm nhập từ Khu phi quân sự.
Sau chiến dịch "Hastings", Princeton quay trở về nhà, đến nơi vào ngày 2 tháng 9. Nó lại được bố trí đến Việt Nam từ ngày 30 tháng 1 đến ngày 19 tháng 6 năm 1967, hoạt động dọc theo khu vực bờ biển đầy bất trắc. Trong tháng 3, nó giúp phản công mối đe dọa của đối phương vào căn cứ pháo binh Thủy quân Lục chiến tại Gio Linh, và di tản những người bị thương khỏi Cồn Tiên. Trong tháng 4, nó tham gia chiến dịch "Beacon Star" tại khu vực Khe Sanh, và hỗ trợ các hoạt động tìm và diệt gắn liền với chiến dịch "Shawnee". Trong tháng 5, máy bay trực thăng của nó đã đưa Thủy quân Lục chiến đến Khu phi quân sự nhằm ngăn chặn lực lượng đối phương rút lui vượt sông Bến Hải.

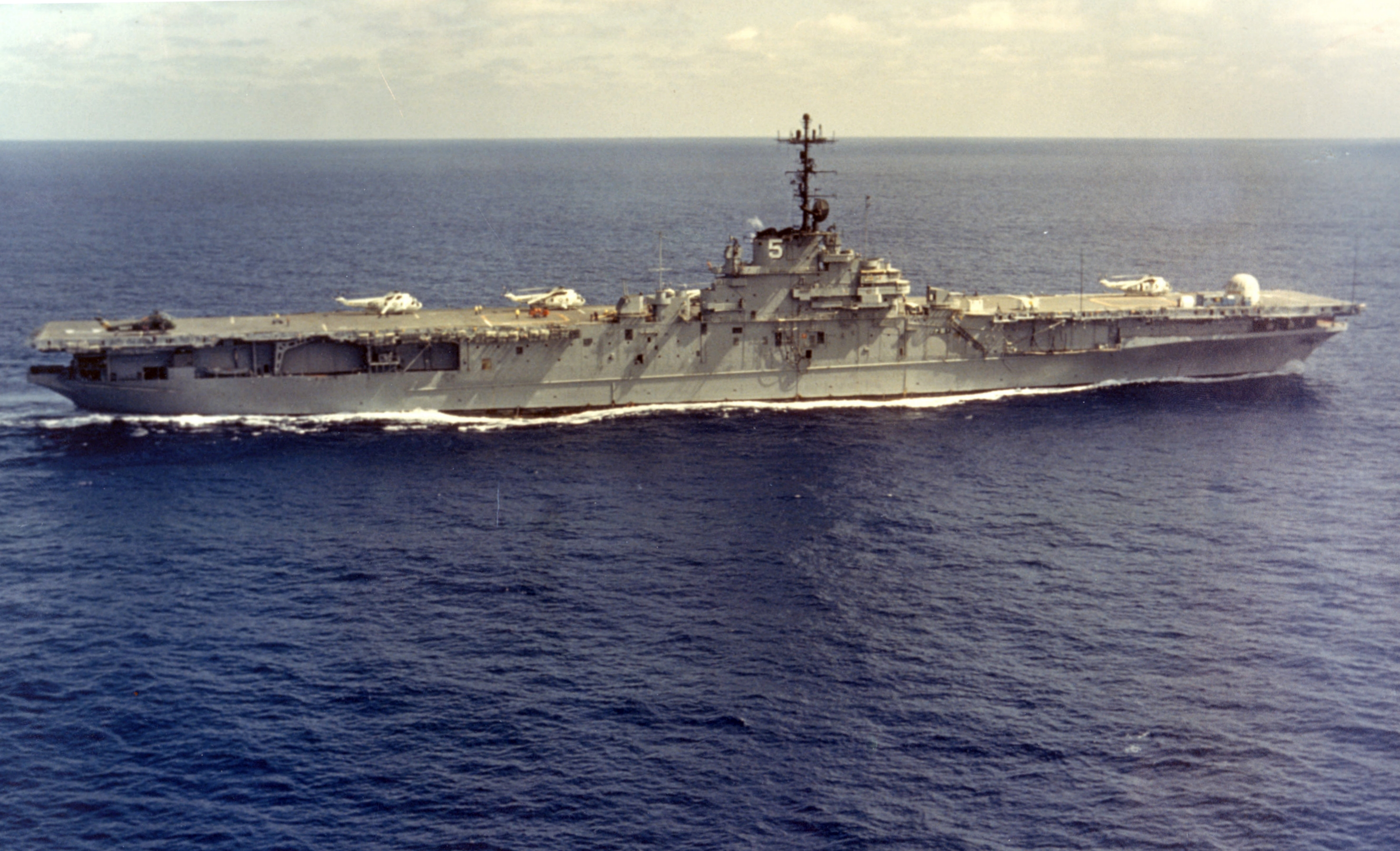
Princeton trong khi thu hồi Apollo 10 vào tháng 5 năm 1969.

Princeton quay trở về bờ Tây cho một đợt đại tu cần thiết, và đến tháng 5 năm 1968 nó lại lên đường sang Việt Nam. Tại đây, trong vai trò soái hạm của Đội Đổ bộ Sẵn sàng Alpha, nó cung ứng các hoạt động tấn công đổ bộ từ tàu sân bay cho các chiến dịch "Fortress Attack" III và IV, "Proud Hunter", "Swift Pursuit", và "Eager Hunter". Vào tháng 12, nó quay trở về Hoa Kỳ, và vào tháng 4 năm 1969 nó đảm nhiệm làm tàu thu hồi chính cho chuyến bay của tàu vũ trụ Apollo 10, một nhiệm vụ mở đường cho chuyến bay Apollo 11 đưa con người lần đầu tiên đặt chân lên Mặt Trăng. Không lâu sau đó, nó được cho ngừng hoạt động vào ngày 30 tháng 1 năm 1970 và được rút khỏi danh sách Đăng bạ Hải quân, rồi được bán để tháo dỡ vào tháng 5 năm 1971.

## Phần thưởng
Princeton được tặng thưởng tám Ngôi sao Chiến trận do thành tích phục vụ trong cuộc Chiến tranh Triều Tiên, và sau đó được tặng thưởng thêm sáu Ngôi sao Chiến trận khác trong cuộc Chiến tranh Việt Nam.
|                           |                           | Bronze star                                           |
|                           |                           |                                                       |
|                           | Bronze star               | Silver star · Bronze star · Bronze star · Bronze star |
| Bronze star · Bronze star | Silver star · Bronze star |                                                       |
|                           |                           |                                                       |

| Dãi băng Hoạt động Tác chiến                                        | Đơn vị Tuyên Dương Hải quân                                     | Đơn vị Tuyên dương Anh dũng với 1 Ngôi sao Chiến trận             |
| Huân chương Phục vụ Trung Hoa                                       | Huân chương Chiến dịch Hoa Kỳ                                   | Huân chương Chiến thắng Thế Chiến II                              |
| Huân chương Phục vụ Chiếm đóng Hải quân                             | Huân chương Phục vụ Phòng vệ Quốc gia với 1 Ngôi sao Chiến trận | Huân chương Phục vụ Triều Tiên với 8 Ngôi sao Chiến trận          |
| Huân chương Viễn chinh Lực lượng Vũ trang với 2 Ngôi sao Chiến trận | Huân chương Phục vụ Việt Nam với 6 Ngôi sao Chiến trận          | Huân chương Anh Dũng Bội Tinh (Việt Nam Cộng Hòa)                 |
| Huân chương Liên Hợp Quốc Phục vụ Triều Tiên                        | Huân chương Chiến dịch Bội Tinh (Việt Nam Cộng Hòa)             | Huân chương Phục vụ Chiến tranh Triều Tiên (Hàn Quốc) (truy tặng) |

## Văn hóa đại chúng
Princeton có mặt trong bộ phim Flat Top năm 1952, câu chuyện về một nhóm phi công Hải quân trẻ chưa có kinh nghiệm trong phi vụ chiến đấu đầu tiên của họ. Hầu hết các cảnh trong phim được quay bên trên chiếc Princeton với số hiệu lườn được thấy rõ, cho dù câu chuyện xảy ra trong bối cảnh Trận chiến vịnh Leyte, vốn xảy ra rất lâu trước khi Princeton được đưa vào hoạt động.